# Катастрофа Ми-10 под Тобольском
Катастрофа Ми-10 под Тобольском — авиационная катастрофа, произошедшая 12 апреля 1978 года в окрестностях Тобольска с вертолётом Ми-10К авиакомпании Аэрофлот, в результате которой погибли 8 человек.

## Катастрофа
Ми-10К с бортовым номером 04133 (заводской — 2297, выпущен в 1976 году) выполнял грузовой рейс из Тюмени в район Тобольска, в ходе которого предстояло перевезти на внешней подвеске груз — вагон-бытовку, а пилотировал его экипаж из 6 человек. Также на борту находились 3 пассажиров .
Пролетая близ Тобольска, вертолёт попал в мощную снежную бурю, при этом, вероятно, отказали авиагоризонты. Экипаж потерял пространственную ориентацию, поэтому принял решение сбросить груз. Но когда груз был сброшен, бортрадист-оператор сообщил, что видел, как бытовка упала на какой-то дом (как впоследствии выяснится, это был стоящий в поле сарай). Тогда экипаж принял решение оценить последствия падения, для чего начал спускаться. Однако из-за дезориентации снежным зарядом пилоты потеряли контроль за темпом снижения. В результате Ми-10 на большой скорости врезался в землю, полностью разрушился и сгорел. В момент удара о землю через правый блистер был выброшен из вертолета второй пилот (Щербань Сергей Владимирович), получивший при этом телесные повреждения. Остальные 5 членов экипажа и 3 служебных пассажира (авиатехники) погибли.